# Nasycené a nenasycené sloučeniny
Nasycené sloučeniny jsou chemické sloučeniny nebo ionty, které nevstupují do adičních reakcí, jako jsou hydrogenace, oxidační adice, a navazování Lewisových zásad. Obvykle jsou méně reaktivní než nenasycené sloučeniny, tedy ty, jež do takových reakcí mohou vstoupit.

## Nasycené organické sloučeniny
Nenasycené sloučeniny se účastní adičních reakcí, které nemohou probíhat u nasycených sloučenin. Nasycené organické sloučeniny mají mezi atomy uhlíku pouze jednoduché vazby. K nasyceným patří například alkany.
| Nasycené sloučeniny | Nasycené sloučeniny |
| ------------------- | ------------------- |
| Ethan               | Propan              |
| Oktan-1-ol          |                     |
| Kyselina palmitová  |                     |

### Nenasycené organické sloučeniny
Povahu nenasycení sloučenin lze vyjádřit jejich systematickými názvy. Množství vodíku, které se může navázat na jednu molekulu sloučeniny, se označuje jako „míra nenasycení“; zjistit jej lze pomocí spektroskopie nukleární magnetické rezonance, hmotnostní spektrometrie a infračervené spektroskopie, případně stanovením bromového nebo jodového čísla sloučeniny.
| Nenasycené sloučeniny | Nenasycené sloučeniny |
| --------------------- | --------------------- |
| Ethen                 | Acetylen              |
| Kyselina α-linolenová |                       |

### Mastné kyseliny

Spodní řetězec této sloučeniny je nenasycený.

Nasycenost a nenasycenost se rozlišuje také u mastných kyselin; k nasyceným patří například kyselina stearová a k nenasyceným kyselina olejová. Nenasycené mastné kyseliny se hojně vyskytují mimo jiné v rostlinných olejích.

## Mimo organickou chemii

### Organokovové sloučeniny
Jako koordinačně nenasycené se označují komplexy, které mají méně než 18 valenčních elektronů a mohou tak vstupovat do oxidačních adicí nebo na sebe navazovat další ligandy; tato nenasycenost se využívá v mnohých katalyzátorech. Komplexy s 18 valenčními elektrony se označují jako koordinačně nasycené. Koordinačně nasycené komplexy většinou nemají katalytické vlastnosti.